# Schots Parlement
Het Schots Parlement (Engels: Scottish Parliament; Schots-Gaelisch: Pàrlamaid na h-Alba; Schots: Scottish Pairlament) is het nationale, unicamerale wetgevende lichaam van Schotland, dat opgericht werd als gevolg van een decentralisatiepolitiek (de zogenaamde devolutie) in het Verenigd Koninkrijk.
Het parlement is gehuisvest in de Scottish Parliament Building, een in 2004 voltooid gebouw van de Spaans-Italiaanse architecten Enric Miralles en Benedetta Tagliabue, en is gelegen op het terrein van Holyroodhouse in de Schotse hoofdstad Edinburgh. De naam Holyrood wordt ook informeel gebruikt als verwijzing naar het parlement (om het onderscheid te maken met het Londense "Westminster").

## Historie

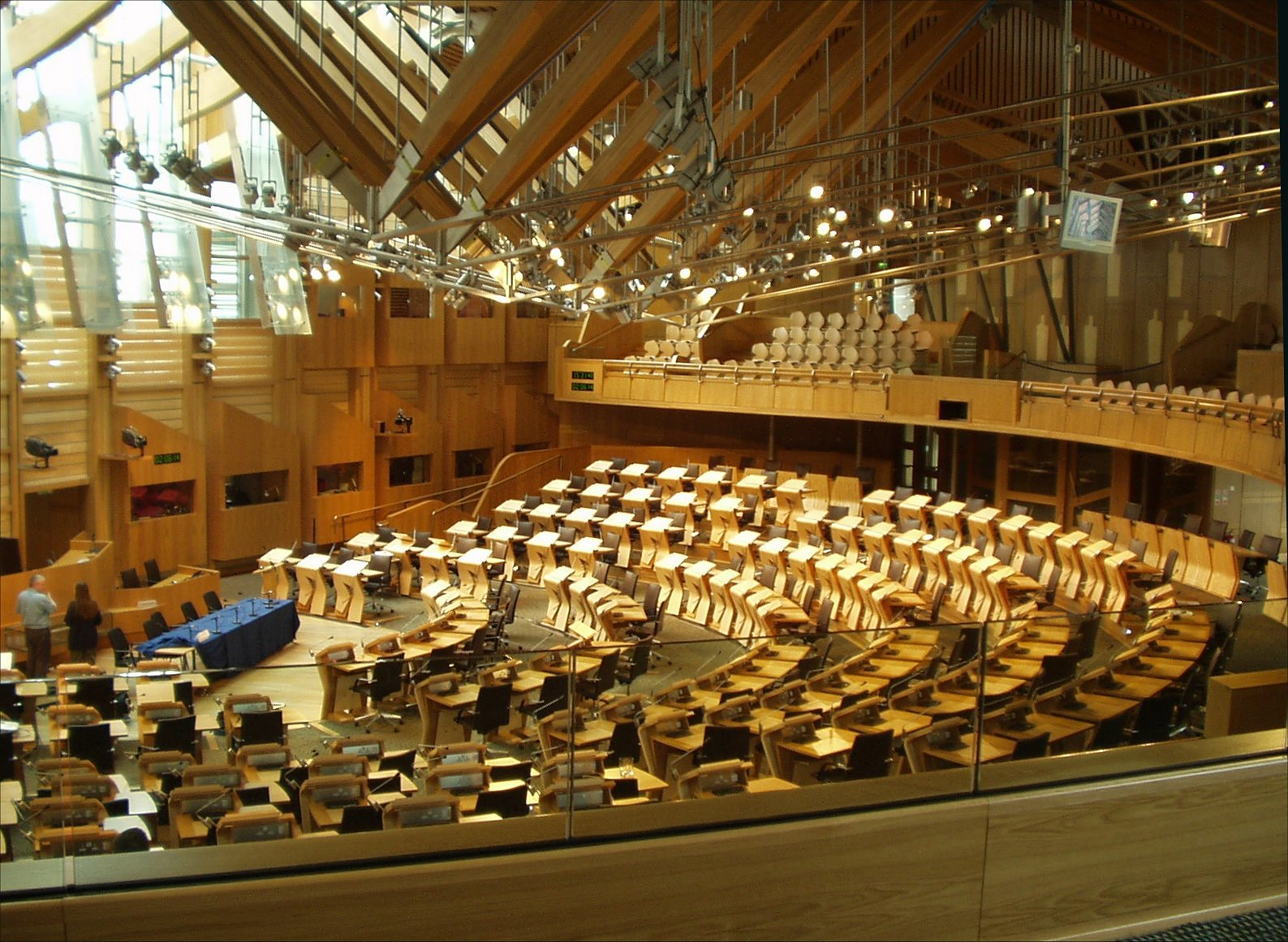
De halfronde Debating Chamber, waarbij ministers op het voorste gedeelte plaatsnemen, recht tegenover de parlementsvoorzitter en de parlementaire griffiers.

### Middeleeuwen
De geschiedenis van het Schots Parlement gaat terug tot in de middeleeuwen. Het oorspronkelijke Parlement van Schotland (de "Estates of Scotland") was het nationale wetgevende instituut van het onafhankelijk koninkrijk Schotland en bestond reeds vanaf het begin van de dertiende eeuw. Totdat het koninkrijk Schotland bij het koninkrijk Engeland werd gevoegd als gevolg van de Acts of Union zodat het koninkrijk Groot-Brittannië gevormd werd. Dit resulteerde dan ook in de fusie van het parlement van Schotland met het parlement van Engeland. Het parlement van Groot-Brittannië zetelde in het Londense Westminster.

### Oprichting

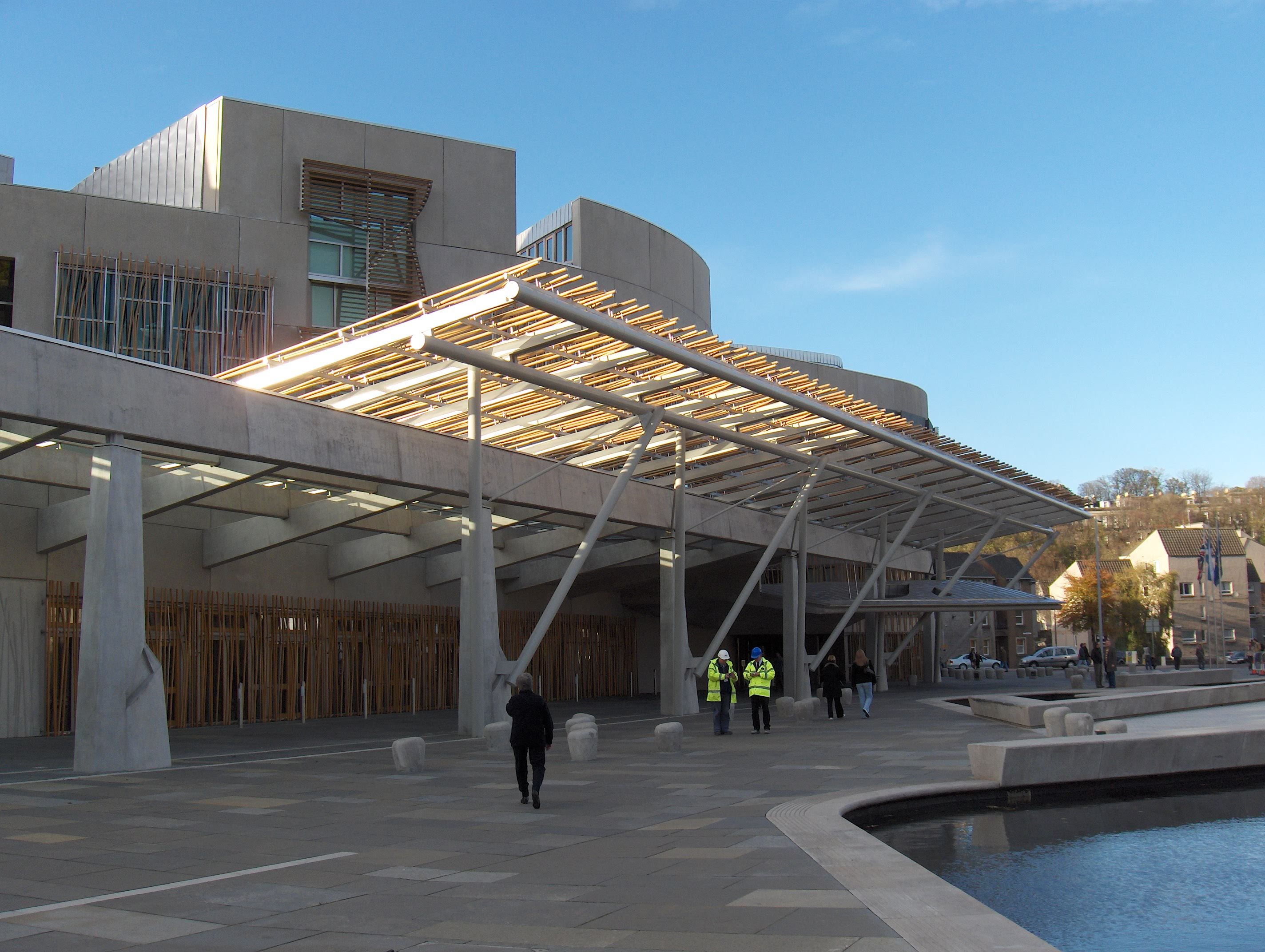
De hoofdingang.

Na een referendum over de Schotse devolution, waarbij de Schotten in 1997 hun toestemming verleenden, werd het huidige parlement opgericht ten gevolge van de Scotland Act (1998). Hierin werd de macht van het parlement als wetgever vastgelegd en werden de wetgevende bevoegdheden, het terrein waarop het parlement wetten kan uitvaardigen, afgebakend. Dit gebeurde door expliciet bepaalde bevoegdheden te vermelden die voorbehouden blijven aan het parlement van het Verenigd Koninkrijk: alle beleidsdomeinen ten aanzien waarvan de wet geen beperkingen vermeldt, behoren automatisch tot de verantwoordelijkheid van het Schots Parlement. Het parlement van het Verenigd Koninkrijk beschikt nog steeds over de mogelijkheid om de bevoegdheidsbepalingen van het Schots Parlement te amenderen en kan de gebieden waarop het wetten kan uitvaardigen zowel uitbreiden als verkleinen. De eerste zitting van het nieuwgekozen parlement vond plaats op 12 mei 1999.

## Samenstelling
Historisch stond Labour sterk in Schotland, maar sinds 2007 domineert de Scottish National Party (SNP).

### Kiesstelsel
Het Schots Parlement is een democratisch gekozen lichaam met 129 leden: de members of the Scottish Parliament (MSPs). De leden worden verkozen voor een termijn van vier jaar volgens een gemengd kiesstelsel (mixed member proportional system).  
Bij de Schotse Parlementsverkiezingen brengt elke kiezer twee stemmen uit: één op een individuele kandidaat die het kiesdistrict zal vertegenwoordigen, en één op een regionale kandidatenlijst van een partij. Acht regio's leveren elk zeven parlementsleden. In totaal worden er 73 parlementsleden individueel gekozen, en 56 leden via de regionale kandidatenlijsten (het additional member system).
Bij de kiesdistrictverkiezingen wint de kandidaat die de meeste stemmen krijgt (het 'first past the post' systeem). De stemmen op de regionale kandidatenlijsten worden verdeeld volgens een formule die diversiteit in het parlement moet bevorderen, gebaseerd op de Methode-D'Hondt.  Een partij die het in de kiesdistrictverkiezingen al heel goed heeft gedaan, wordt bij de verdeling van de regionale zetels opzettelijk enigszins benadeeld. 

### Verkiezingen
De eerste verkiezingen gingen door op 6 mei 1999. Zoals verwacht behaalde Labour een grote overwinning met 56 zetels op een totaal van 129, dit stemde overeen met 38.81%. De links-nationalistische SNP behaalde 35 zetels (28.74%), en de Tories behaalde met 18 zetels er één meer dan de Lib-dems. Labour vormde al snel een coalitie met de Lib-dems, dit onder leiding van Donald Dewar. Hij werd de eerste Schotse minister-president, na zijn plotse dood werd hij opgevolgd door Henry McLeish. Na diens aftreden in november 2001 werd Jack McConnell regeringsleider.
In 2003 trokken de Schotten opnieuw naar de stembus. Labour won, en samen met de SNP bleven ze veruit de grootse. Wel moesten verloren ze enkele zetels aan de Green Party en de Socialist Party. De coalitie tussen het Sociaaldemocratische Labour en de Lib-dems, dit onder leiding van Jack McConnell. 
Voor de verkiezingen van 2007 werd voorspeld dat Labour en de SNP ongeveer evenveel zetels zouden halen. Uiteindelijk verloor Labour vier zetels, en kwam zo op 46 zetels in totaal. De SNP won er maar liefst 20 bij, en behaalde nipt één zetel meer. Ook het verschil in percentage was miniem: 37.0% voor de SNP tegenover 36.2% voor Labour. De coalitie gesprekken tussen de twee verliepen moeizaam, en sprongen ook af. De SNP vormde dan een minderheidsregering met gedoogsteun van de Groenen. Voormalig oppositieleider Alex Salmond werd de nieuwe minister-president.
In 2011 won de SNP afgetekend met 69 op 129 behaalde ze de absolute meerderheid. Alle overige partijen verloren zetels, vooral Labour en de Lib-dems verloren zwaar. De eerste drie jaar leidde Salmond de regering verder, in november 2014 volgde Nicola Sturgeon hem op. Ook werd beslist om vanaf nu pas om de vijf jaar verkiezingen te houden, in plaats van om de vier jaar zoals tot dan het geval was.
In 2016 werd verwacht dat de SNP haar meerderheid zou vergroten, maar in de plaats verloor ze haar absolute meerderheid. Labour ging verder achteruit en de conservatieven werden de tweede grootste met een onverwacht goed resultaat. De Lib-Dems stagneerden terwijl de Groenen goed scoorden en zo de vierde grootste partij werden.
In 2021 slaagde de SNP er net niet in om de absolute meerderheid te behalen. Overigens waren er slechts kleine wijzigingen in de samenstelling van het parlement. De nieuwe partij ALBA, een afscheiding van de SNP, slaagde er niet in een zetel te behalen.
| Partij | Partij                  | 1999 | 2003 | 2007 | 2011 | 2016 | 2021 |
| ------ | ----------------------- | ---- | ---- | ---- | ---- | ---- | ---- |
|        | Scottish National Party | 35   | 27   | 47   | 69   | 63   | 64   |
|        | Conservative Party      | 18   | 17   | 17   | 15   | 31   | 31   |
|        | Labour                  | 56   | 50   | 46   | 37   | 24   | 22   |
|        | Scottish Green Party    | 1    | 7    | 2    | 2    | 6    | 8    |
|        | Liberal Democrats       | 17   | 17   | 16   | 5    | 5    | 4    |
|        | Socialist Party         | 1    | 6    | 0    | 0    | 0    | 0    |
|        | onafhankelijk           | 1    | 4    | 1    | 1    | 0    | 0    |
| Totaal | Totaal                  | 129  | 129  | 129  | 129  | 129  | 129  |